# شانون ستيوارت (كاتبة)
شانون ستيوارت هي كاتِبة وشاعرة كندية، ولدت في 1966.